# Sputnik 40
Sputnik 40 (též známý jako Sputnik PS2, Radio Sputnik 17 (RS-17) či Mini-Sputnik) byla amatérská radiová družice, třetinový model Sputniku 1. Loď Progress-M 36 ji ve svém nákladovém prostoru vynesla k vesmírné stanici Mir; z Miru byla vypuštěna 3. listopadu 1997, ke 40. výročí od startu Sputniku 1. Tvar, který připomínal Sputnik 1, vytvořili studenti Polytechnického institutu (Politechničeskij institut) v Nalčiku v Kabardsku-Balkarsku. Vysílač vyrobili studenti Jules Reydellet College v Réunion s technickou podporou AMSAT. Vysílač přestal vysílat 29. prosince 1997. Sputnik 40 následoval o rok později Sputnik 41, který taktéž nesl vysílač.